# Reedia spathacea
Reedia spathacea är en halvgräsart som beskrevs av Ferdinand von Mueller. Reedia spathacea ingår i släktet Reedia och familjen halvgräs. Inga underarter finns listade i Catalogue of Life.